# Davidina alticola
Davidina alticola är en fjärilsart som beskrevs av Johannes Karl Max Röber 1907. Davidina alticola ingår i släktet Davidina och familjen praktfjärilar. Inga underarter finns listade i Catalogue of Life.